# Baytown
Baytown város az USA Texas államában, Chambers és Harris megyében. Lakosainak száma 83 701 fő (2020. április 1.).

## Népesség
A település népességének változása:

| 2010 | 71 802 |
| 2020 | 83 701 |